# La Adela
La Adela est une petite ville de l'extrême sud-est de la province de La Pampa, en Argentine. Elle est le chef-lieu du département de Caleu Caleu.

## Situation
La ville se trouve à 280 km de la capitale de la province, Santa Rosa, par la route nationale 154.
Elle est reliée au port de Bahía Blanca, situé à 178 km, par la route nationale 22. Cette route mène aussi directement vers l'ouest à la Haute Vallée du Río Negro, à Bariloche, et à toute la région neuquine des grands lacs andins.
La ville se trouve sur la rive gauche du río Colorado, qui fait frontière avec la province voisine de Río Negro.
La Adela forme une conurbation avec la ville rionégrine de Río Colorado, sise de l'autre côté du fleuve.

## Population
La localité comptait 1 607 habitants en 2001, ce qui représentait une hausse de 32,8 % par rapport aux 1 210 habitants de 1991. Ensemble avec la ville de Río Colorado, l'agglomération atteignait 12 921 habitants.

Route nationale 22.
route nationale 154.